# 岐阜県道・愛知県道14号岐阜稲沢線

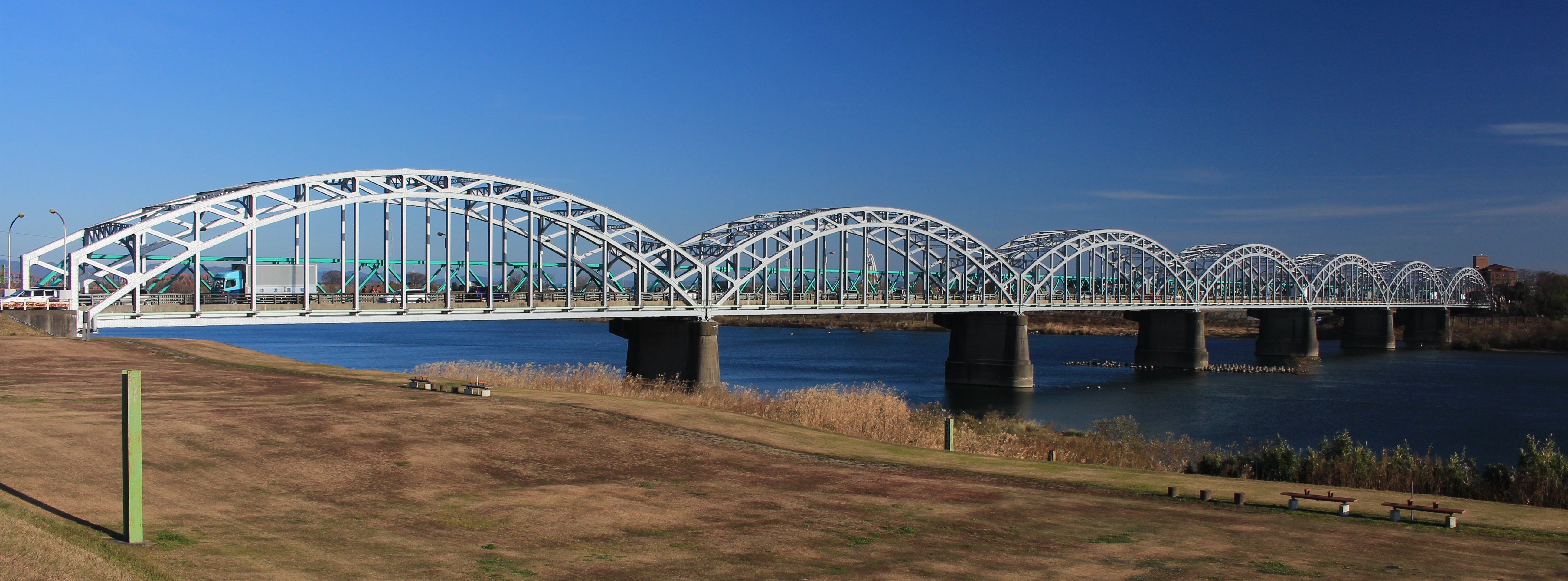
木曽川橋

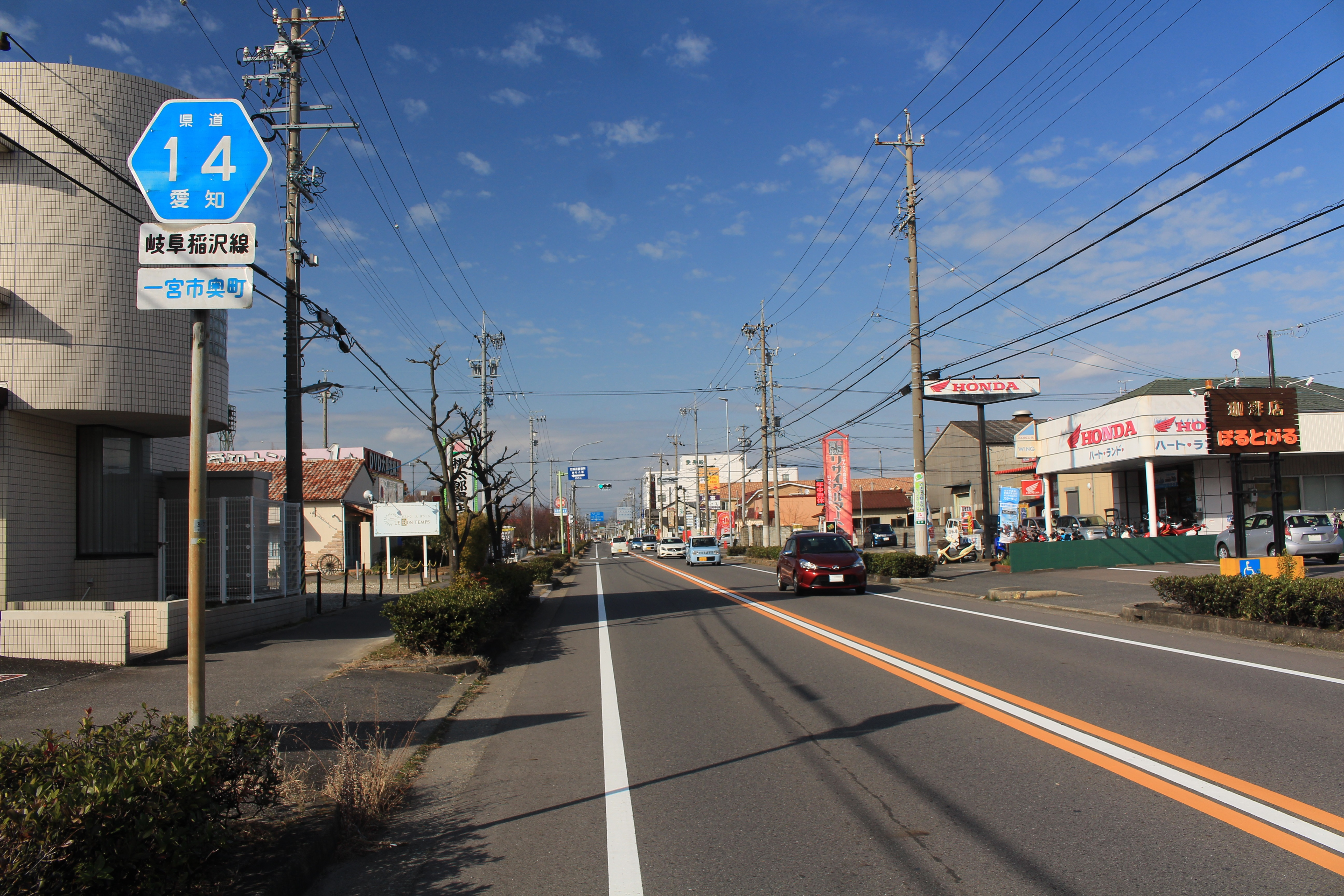
愛知県道14号岐阜稲沢線、愛知県一宮市奥町にて

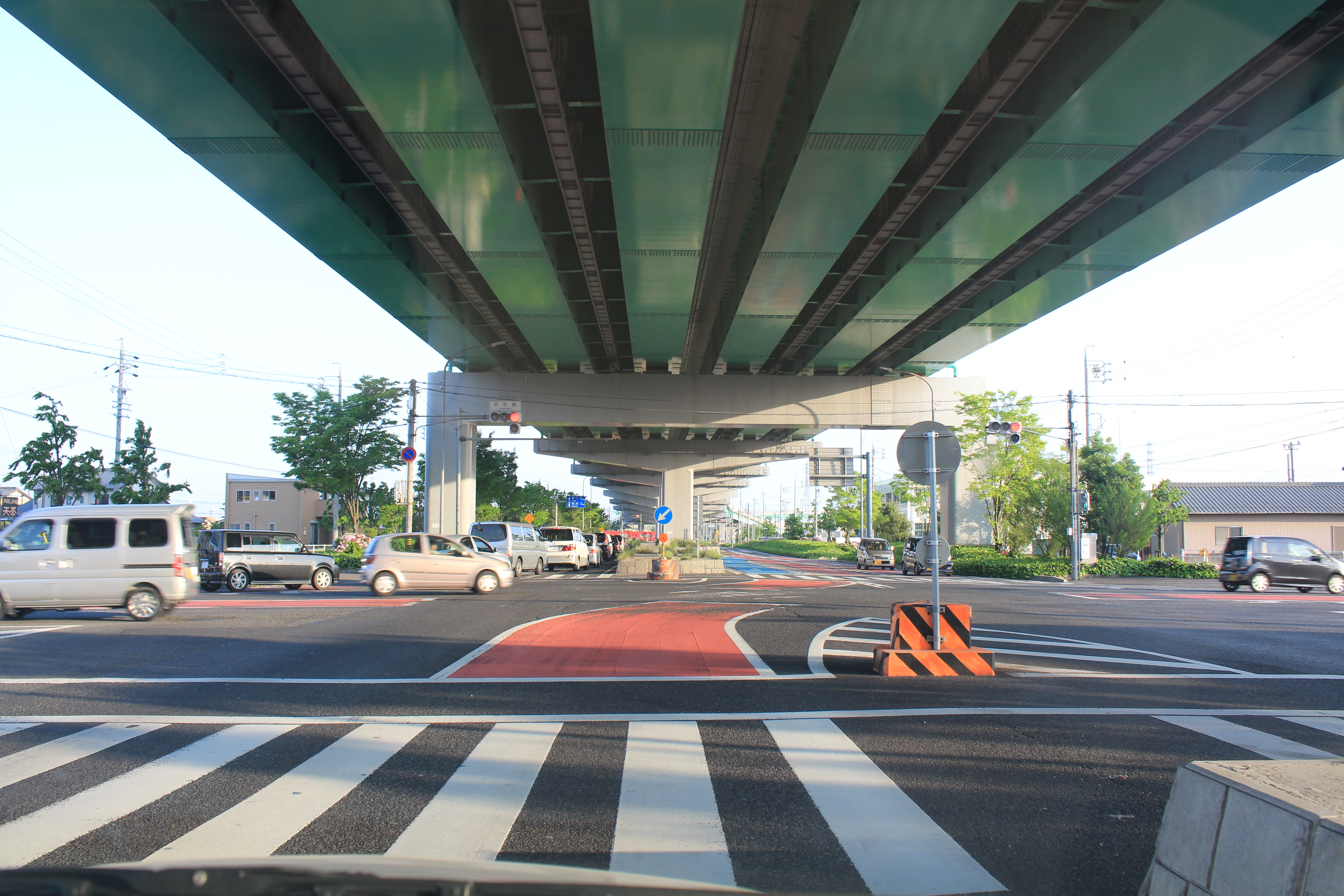
国道155号との苅安賀交差点、上に東海北陸自動車道、愛知県一宮市にて

岐阜県道・愛知県道14号岐阜稲沢線（ぎふけんどう・あいちけんどう14ごう ぎふいなざわせん）とは、岐阜県岐阜市と愛知県稲沢市を結ぶ主要地方道（岐阜県道・愛知県道）である。愛知県道190号名古屋一宮線交点から岐阜県側起点までは、旧国道22号であった。

## 概要

### 路線データ
- 起点：岐阜県岐阜市（城東通3交差点、岐阜県道1号岐阜南濃線・岐阜県道77号岐阜環状線交点）
- 終点：愛知県稲沢市（市役所前交差点、愛知県道65号一宮蟹江線・愛知県道133号稲沢祖父江線交点）

## 歴史
- 1976年（昭和51年）4月1日 - 建設省（現・国土交通省）が主要地方道に指定。
- 1977年（昭和52年）2月28日 - 愛知県道認定。整理番号は瀬戸中津川線（現・国道363号）で使われていた14を転用。
- 1993年（平成5年）5月11日 - 建設省から、主要県道岐阜稲沢線が岐阜稲沢線として主要地方道に再び指定される[1]。

## 路線状況

### 通称
- 岐阜東通り（岐阜市）
- 城東通り（岐阜市）
- 美笠通り（笠松町）
- 岐阜街道（一宮市、笠松町、岐阜市）
- 鮎鮨街道（一宮市、笠松町、岐阜市）
- 旧国道22号（一宮市、笠松町、岐阜市）
- 西尾張中央道（稲沢市、一宮市）

### 重複区間
- 愛知県道136号一宮清須線（愛知県稲沢市石橋）

### 道路施設
- 木曽川橋（木曽川）

## 地理
路線途中には木曽川がある。

### 通過する自治体
- 岐阜県
  - 岐阜市
  - 羽島郡笠松町
- 愛知県
  - 一宮市
  - 稲沢市

### 交差する道路
- 岐阜県道1号岐阜南濃線・岐阜県道77号岐阜環状線（岐阜県岐阜市城東通・城東通3丁目交差点、起点）
- 国道21号（岐大バイパス）（国道22号・国道156号 重複）（岐阜県岐阜市東川手・下川手IC）
- 岐阜県道175号岐阜岐南線（岐阜県岐阜市西川手・西川手8丁目交差点）
- 岐阜県道178号下中屋笠松線（岐阜県羽島郡笠松町美笠通・岐阜工業高校西交差点）
- 岐阜県道164号鶉笠松線（岐阜県羽島郡笠松町美笠通・美笠通3丁目交差点）
- 岐阜県道154号笠松墨俣線・岐阜県道183号正木岐阜線（岐阜県岐阜市柳津町栄町・栄町西交差点）
- 岐阜県道177号下印食笠松線・岐阜県道184号下中笠松線（岐阜県羽島郡笠松町田代・木曽川橋西交差点）
- 愛知県道147号西萩原北方線（愛知県一宮市北方町北方宝江新田砂越・北方宝江交差点）
- 愛知県道182号里小牧北方江南線（愛知県一宮市木曽川町里小牧山方）
- 愛知県道190号名古屋一宮線（岐阜街道、鮎鮨街道）（愛知県一宮市木曽川町黒田沼北ノ切・中起交差点）
- 愛知県道193号大垣江南線（愛知県一宮市奥町宮東・奥町宮東交差点）
- 愛知県道148号萩原三条北方線（愛知県一宮市奥町神田）
- 愛知県道146号奥音羽線（愛知県一宮市開明名古羅・開明交差点）
- 愛知県道18号大垣一宮線（愛知県一宮市篭屋・篭屋三丁目交差点）
- 愛知県道148号萩原三条北方線（愛知県一宮市篭屋・篭屋交差点）
- 愛知県道145号冨田一宮線（愛知県一宮市大和町毛受辻畑・毛受交差点）
- 東海北陸自動車道 一宮西IC（愛知県一宮市大和町毛受八法寺）
- 東海北陸自動車道 一宮稲沢北IC（愛知県一宮市大和町北高井）
- 愛知県道458号一宮弥富線（巡見街道）（愛知県一宮市大和町苅安賀火口上・苅安賀北交差点）
- 国道155号（愛知県一宮市大和町苅安賀火口上・苅安賀交差点）
- 愛知県道513号一宮西中野線（愛知県一宮市萩原町東宮重東沖・萩原町東宮重交差点）
- 愛知県道513号一宮西中野線（愛知県一宮市萩原町東宮重東沖・萩原町東宮重交差点）
- 愛知県道136号一宮清須線（美濃街道）（愛知県稲沢市石橋）
- 愛知県道136号一宮清須線（美濃街道）（愛知県稲沢市石橋）
- 愛知県道121号津島稲沢線（愛知県稲沢市西町・稲沢警察前交差点）
- 愛知県道65号一宮蟹江線・愛知県道133号稲沢祖父江線（西尾張中央道）（愛知県稲沢市稲府町・市役所前交差点、終点）

### 沿線にある施設など
- 名鉄竹鼻線 西笠松駅
- 松波総合病院
- イオンモール木曽川
- 名鉄尾西線 開明駅
- カネスエ開明店
- 修文大学
- ヤマナカ一宮フランテ館
- 名鉄尾西線 苅安賀駅
- 一宮JCT